# (6553) Seehaus
(6553) Seehaus – planetoida z pasa głównego asteroid okrążająca Słońce w ciągu 5,34 lat w średniej odległości 3,05 j.a. Odkrył ją Martin Geffert 5 kwietnia 1989 roku na zdjęciach wykonanych w Obserwatorium La Silla. Nazwa planetoidy pochodzi od Paula A. Seehausa (1891–1919) i innych niemieckich malarzy z grupy „Rheinische Expressionisten”.